# Кошмарът преди Коледа
„Кошмарът преди Коледа“ (на английски: The Nightmare Before Christmas) е американски стоп моушън музикален фентъзи филм, режисиран от Хенри Селик и съпродуциран от Тим Бъртън.
В него се разказва за Джак Скелингтън, жител на Град Хелоуин, който отваря портал към Град Коледа и решава да чества празника, но с ужасяващи последици. Дани Елфман написва музиката и озвучава Джак в сцените, в които пее, както и други второстепенни персонажи. Главният озвучаващ състав се състои от Крис Сарандън, Катрин О'Хара, Уилям Хики, Глен Шейдикс и Кен Пейдж.